# Ufens acuminatus
Ufens acuminatus är en stekelart som beskrevs av Lin 1993. Ufens acuminatus ingår i släktet Ufens och familjen hårstrimsteklar. Inga underarter finns listade i Catalogue of Life.